# A Girl's Folly
A Girl's Folly è un film muto del 1917 diretto da Maurice Tourneur. Il regista firma - insieme a Frances Marion - anche il soggetto e la sceneggiatura

## Trama
In una cittadina di provincia arriva una troupe cinematografica che deve girare un western. Una ragazza del luogo, Mary Baker, che vive insieme alla madre vedova, vede nei nuovi arrivati l'occasione per staccarsi dal noioso tran tran quotidiano. Conosce uno degli attori, Kenneth Driscoll, il protagonista del film che trascura Vivian Carleton, attrice e sua amante. Driscoll ha delle mire su Mary e le offre protezione se verrà in città con loro. La ragazza, anche se esitante, accetta. Driscoll, per festeggiare, organizza un party a cui interviene anche la madre di Mary. La giovane, per la prima volta in vita sua, si ubriaca e folleggia allegramente. L'attore suggerisce alla madre di riportare a casa la figlia. Alla stazione, poi, Mary incontrerà Johnny, il ragazzo della porta accanto, da sempre innamorato di lei e che lei ha snobbato, ritenendolo uno zoticone. I due ritornano insieme a casa, mentre Driscoll fa la pace con Valerie.

## Produzione
Il film fu prodotto dalla Paragon Films. Venne girato - con il titolo di lavorazione A Movie Romance - a Fort Lee, nel New Jersey.
Fonti moderne accreditano come scenografo Ben Carré, abituale collaboratore di Tourneur.

## Distribuzione
Distribuito dalla World Film, uscì nelle sale cinematografiche statunitensi il 28 febbraio 1917. Una versione più breve del film, intitolata A Movie Romance, è arrivata sul mercato del collezionismo privato.
Copia della pellicola (un 35 mm della versione A Movie Romance) viene conservata negli archivi del Film Preservation Associates (Blackhawk Films collection). Positivi in 16 mm si trovano in collezioni private.